# Wexner Center for the Arts
Le Wexner Center for the Arts est un laboratoire pluridisciplinaire et international pour la découverte et la promotion de l'art contemporain. Depuis le novembre 2022, Gaëtane Verna est la directrice exécutive
Il est installé à Columbus, sur le campus de l'université d'État de l'Ohio. 
Par le biais d'expositions, de projections, de performances et de programmes éducatifs, le Wexner Center agit comme un forum où les artistes établis et émergents peuvent tester des idées et où des publics variés peuvent participer à des expériences culturelles qui renforcent la compréhension de l'art de notre temps. 
De par ses programmes, le Wexner Center s'équilibre entre un engagement à l'expérimentation et un engagement à la tradition de l'innovation et affirme la mission de l'université, une mission de recherche, d'éducation et de service communautaire. 
Conçu par l'architecte Peter Eisenman, le centre ouvre ses portes le 16 novembre 1989. Il est nommé en l'honneur du fondateur de Limited Brands, Les Wexner, qui fut contribua 25 millions des 43 millions de dollars du coût total de construction.
La conception du centre fut l'objet d'un concours lancé en 1983. Les projets finalistes retenus par le jury ont été ceux de Peter Eisenman, Michael Graves, César Pelli, Kallmann McKinnell & Wood et Arthur Erickson.